# Testaroli
Le testaroli, parfois appelé testarolo, est un type de pâtes ou de pain de la cuisine italienne préparé avec de l'eau, de la farine et du sel, constitué d'une galette de 40 à 50 cm de diamètre coupée en tranches triangulaires. Plat courant dans la région de la Lunigiana, c'est aussi un plat originaire des régions du sud de la Ligurie et du nord de la Toscane.

## Étymologie
Le nom de testaroli provient du testo, un appareil de cuisson en terre cuite ou en fonte avec une surface chaude et plate sur laquelle il est traditionnellement cuit,.  

## Histoire
Le testaroli est une ancienne pâte antique, issue de la civilisation étrusque. Le livre Rustico: Regional Italian Country Cooking déclare que le testaroli est « un descendant direct des bouillies de l'âge néolithique qui étaient versées sur des pierres chaudes pour être cuisinées ». Selon un article publié par le Wall Street Journal, il s'agit « des premières pâtes enregistrées ».
Dans la province de Massa-Carrara, située en Toscane, c'était un aliment paysan consommé comme plat, garni de fromage râpé et d'huile d'olive. À Massa et Carrare, il était parfois accompagné de stracchino ou de charcuterie.  Le testaroli reste un plat très populaire à Pontremoli, une petite ville de la province de Massa et Carrara, où il est servi dans pratiquement tous les restaurants de la ville, le matin comme le soir. Le testaroli est également un plat commun et une spécialité dans la région de la Lunigiana et le territoire historique de l'Italie qui se situe entre la Ligurie et de la Toscane,,.
Dans le panorama gastronomique complexe de la Lunigiana, traditionnellement caractérisé par des aliments pauvres, obtenus à partir de la maigre économie locale de nature purement agricole, le testarolo s'est imposé après la Seconde Guerre mondiale grâce à la production industrielle qui, par définition, permet la production de grandes quantités pour la première fois.

## Description

### Ingrédients et préparation

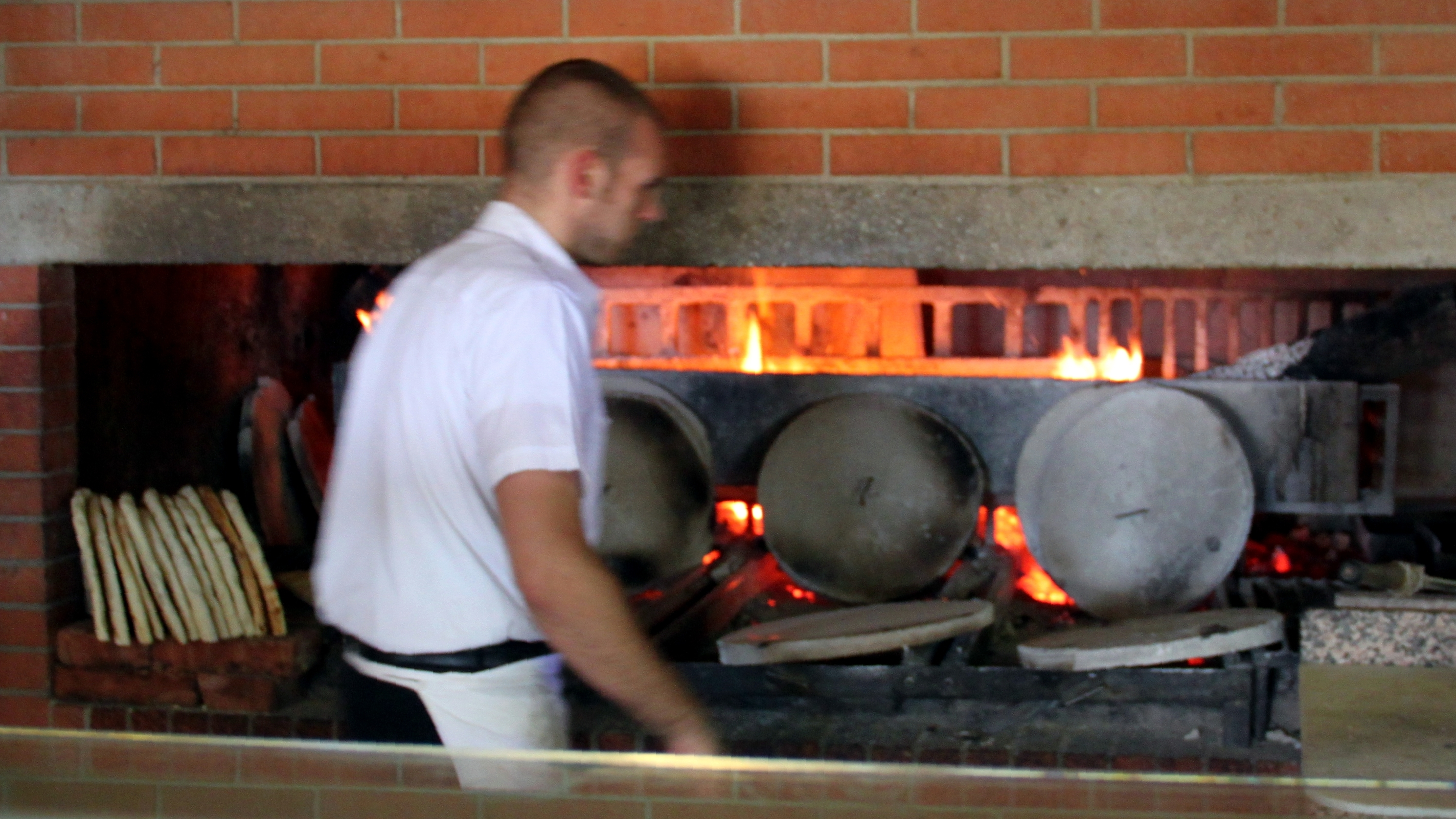
Testo.

Les testaroli sont un type de pâtes ressemblant à des crêpes préparées avec de l'eau, de la farine de blé et du sel qui sont coupées en tranches triangulaires,. La farine de châtaigne est parfois utilisée dans sa préparation,. Les ingrédients sont mélangés et préparés sous forme de pâte, après quoi ils sont cuits, parfois en utilisant un processus de cuisson en deux étapes. Dans la première étape, et parfois la seule de la cuisson, la pâte est versée et cuite sur une surface chaude et plane à la manière d'une crêpe ou d'un pancake,,,. Dans ce processus, le testaroli est traditionnellement cuit sur un testo, qui peut être préparé en étant chauffé sur des charbons ardents. Les teste sont de grands plateaux composés chacun de deux parties : la soprano, qui a la simple fonction de couvercle, et la partie inférieure dans laquelle les aliments les plus divers étaient cuits, appelée sottano. Par rapport à de nombreuses autres préparations alimentaires typiques (comme les crêpes), le testarolo cuit au contact du sottotano sans jamais être retourné : la partie supérieure du disque de pâte cuit donc grâce au rayonnement thermique apporté par le soprano. L'utilisation du testo correspondait aux besoins d'une économie agricole et pastorale qui, pendant de longues périodes de l'année, envoyait les habitants vers des zones éloignées de leurs habitations habituelles, donc des bergers et des paysans, pour répondre aux nécessités culinaires. Ceux-ci transportaient le testo dans leurs nouvelles résidences temporaires et grâce au précieux outil, ils pouvaient préparer les aliments les plus divers. Une poêle peut aussi être utilisée pour cuire la pâte. La pâte est ensuite découpée en triangles, qui sont parfois directement servis après cette cuisson,. Dans la seconde étape de cuisson qui est parfois effectuée, les testaroli sont mis de côté pour refroidir, puis cuits dans de l'eau bouillante.
Le testaroli est aussi le nom d'un type de pain similaire à la focaccia, et est également parfois appelé crêpe. Le livre The Italian Country Table fait référence aux testaroli comme un « cousin proche des pâtes » et comme un « grand pain rond ressemblant à une crêpe ne dépassant pas un quart de pouce d'épaisseur ». Ce livre indique également que lorsqu'il est cuit avec une texture croustillante, il peut être consommé à la manière d'un pain, alors que lorsqu'il est moins cuit, il peut avoir une texture spongieuse et molle, comme des pâtes. Les méthodes de cuisson varient selon les régions d'Italie, et certaines sont traditionnelles.

### Service

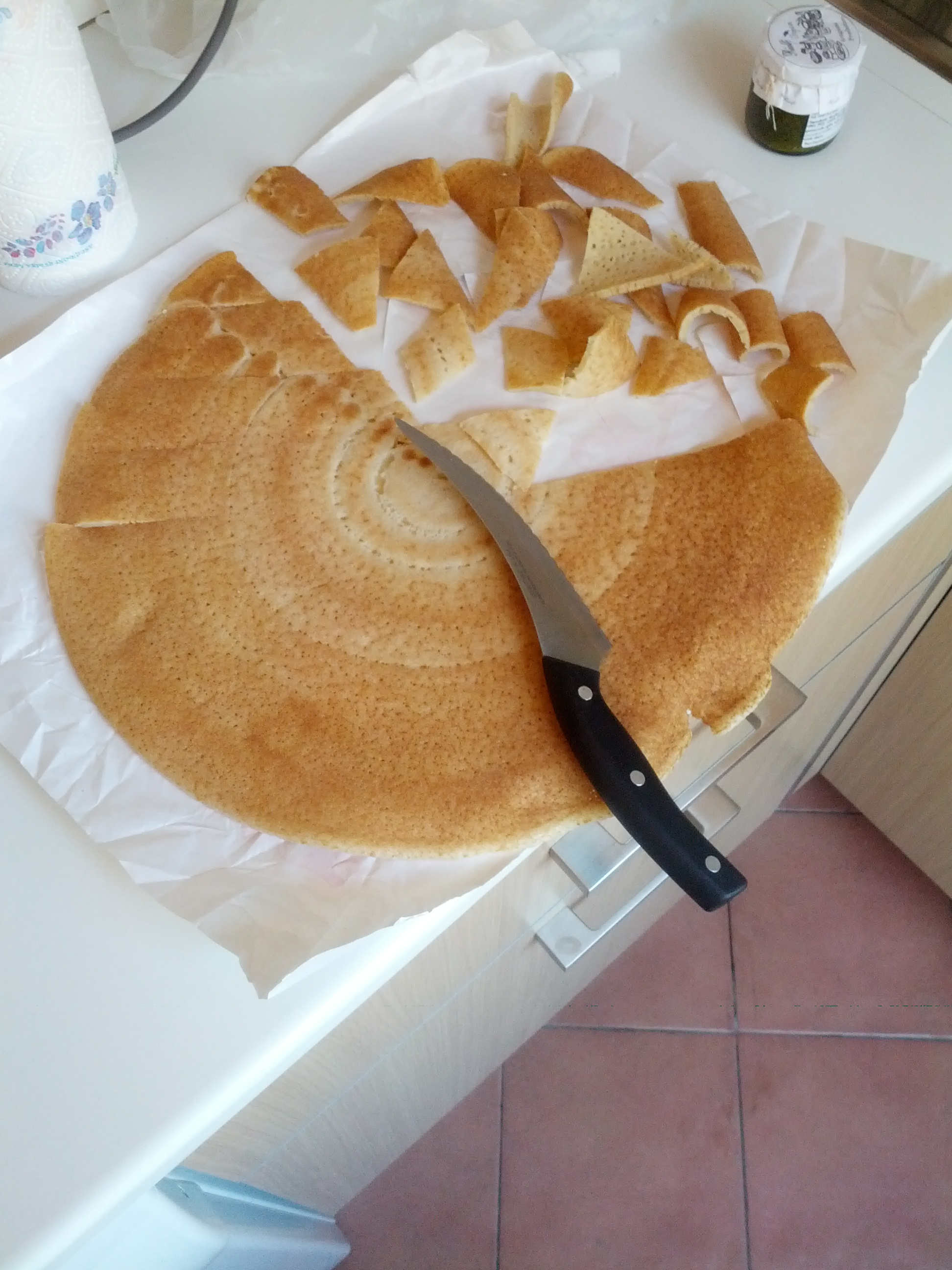
Testaroli.

Les testaroli sont parfois servi avec de la sauce pesto,, qui est un ajout courant dans les régions de Ligurie et de Toscane. Une autre méthode de service comprend l'ajout d'huile d'olive, de fromage Pecorino, de Parmigiano Reggiano, d'ail et de basilic,. Ils peuvent absorber des quantités importantes de sauce.

## Variante de Fosdinovo et Val di Magra
Le testarolo fabriqué à Fosdinovo et sa municipalité n'est pas le même que celui de la Lunigiana par sa plus petite taille (15-20 cm de diamètre contre 40 cm pour ceux de Pontremoli), la préparation différente (on prépare une pâte assez fluide à base d'eau, de sel et farine qui est ensuite versée sur un testo chauffé en métal ou en terre cuite ; en quelques minutes, elle est cuite et prête à être consommée). Elle n'est pas coupée, assaisonnée et servie dans une assiette, mais peut être accompagnée d'huile d'olive, de pesto, de fromage pecorino râpé, de sauce aux champignons, de charcuterie, de fromage à pâte molle comme le Stracchino ou autre (même des ingrédients sucrés comme le Nutella), roulée et mangée en sandwich[pas clair]. Il est typique également de certaines municipalités du Val di Magra, en particulier Castelnuovo Magra et Sarzana.

## Falsi testaroli al ragù
Le falsi testaroli al ragù est un plat très similaire préparé avec de la pâte à pâtes tranchée et n'implique pas l'utilisation d'une pâte ou la cuisson sur un testo. Il est servi avec du ragù, une sauce italienne à base de viande.